# Miss you/“O”-正・反・合
『miss you/“O”‐正・反・合』（ミス・ユー／オー せい・はん・ごう）は、東方神起の日本での8枚目のシングルである。2006年11月8日にrhythm zoneより発売された。

## 概要
前作『Sky』から約2か月余りでのリリース。両A面シングルとしては、5thシングル『Rising Sun／Heart, Mind and Soul』以来2作目。
[CD+DVD]（品番: RZCD - 45456/B）、[CD]（品番: RZCD - 45457）の2形態でリリースされ、DVDには表題曲「miss you」のビデオ・クリップが収録され、[CD]のみ仕様には「Sky (TVP UTA'S MIX)」が追加収録されている。また初回特典として前者のDVDにはオフショット映像、後者にはスペシャル・ブックレットが付属。
2006年11月8日より「東方神起 全国縦断キャンペーン」を実施され、札幌・東京・名古屋・大阪・福岡の各地ラジオ局の生放送に出演した。また、12月には東京・名古屋・福岡で「クリスマス・ミニLIVE」が開催された（購入者応募抽選）。
2006年11月15日付のオリコン週間シングルランキングで初登場3位を獲得。これにより前作『Sky』で獲得した最高位6位を上回り、初のベスト3入りを果たした。

## 収録内容

### ［CD］
| #         | タイトル                       | 作詞                                 | 作曲          | 編曲              | 時間  |
| --------- | ------------------------------ | ------------------------------------ | ------------- | ----------------- | ----- |
| 1.        | 「miss you」                   | H.U.B.                               | 鈴木大輔      | h-wonder          | 4:44  |
| 2.        | 「“O”-正・反・合」             | - Yoo Young Jin - H.U.B.（日本語詞） | Yoo Young Jin | Yoo Young Jin     | 4:19  |
| 3.        | 「Sky」(TVP UTA'S MIX)         | H.U.B.                               | h-wonder      | UTA（リミックス） | 5:20  |
| 4.        | 「miss you」(Less Vocal)       |                                      |               |                   | 4:38  |
| 5.        | 「“O”-正・反・合」(Less Vocal) |                                      |               |                   | 4:12  |
| 合計時間: | 合計時間:                      | 合計時間:                            | 合計時間:     | 合計時間:         | 23:13 |

### ［CD+DVD］
| #         | タイトル                       | 作詞                                 | 作曲          | 編曲          | 時間  |
| --------- | ------------------------------ | ------------------------------------ | ------------- | ------------- | ----- |
| 1.        | 「miss you」                   | H.U.B.                               | 鈴木大輔      | h-wonder      | 4:44  |
| 2.        | 「“O”-正・反・合」             | - Yoo Young Jin - H.U.B.（日本語詞） | Yoo Young Jin | Yoo Young Jin | 4:19  |
| 3.        | 「miss you」(Less Vocal)       |                                      |               |               | 4:38  |
| 4.        | 「“O”-正・反・合」(Less Vocal) |                                      |               |               | 4:12  |
| 合計時間: | 合計時間:                      | 合計時間:                            | 合計時間:     | 合計時間:     | 17:53 |

| #  | タイトル                           | 作詞 | 作曲・編曲 | 監督     |
| -- | ---------------------------------- | ---- | ---------- | -------- |
| 1. | 「miss you」(Video Clip)           |      |            | 園田俊郎 |
| 2. | 「Off Shot Movie」(初回限定盤のみ) |      |            |          |

## 曲の解説
1. miss you
切なさを持たせたダンスチューンで、バラード調のイントロからダンスサウンドに変化するという構成になっている[4][5]。
ビデオ・クリップは、ストーリー性を持たせた演出で5人の携帯電話にそれぞれ彼女から“miss you”とメールが届くというもの。メンバーのソロ・シーンは、日本の別々の場所で撮影された[4]。
2. “O”-正・反・合
韓国で発売された第3集アルバム『“O”-正・反・合』のタイトル曲の日本語バージョン[5]。なお、日本語詞の内容は、元の韓国語詞と同じ意味合いのものになっている[6]。
タイトルには、「正があれば反があり、その間には合もある。」「世の中は正反対のものが共存しあって成り立っている」というメッセージを持たせている[4][5]。
ビデオ・クリップが制作されており、2ndアルバム『Five in the Black』のDVDに収録されている。
3. Sky (TVP UTA'S MIX)
前作のリミックスバージョン。

## タイアップ
- エムティーアイ「music.jp」CMソング（#1）
- TBS系『サスケマニア』エンディングテーマ（#2）

## 収録アルバム
miss you
- Five in the Black
- TVXQ non-stop mix Vol.1
- COMPLETE -SINGLE A-SIDE COLLECTION-

“O” -正・反・合
- “O”-正・反・合（韓国語バージョン）
- Five in the Black
- TVXQ non-stop mix Vol.1（韓国語バージョン）
- BEST SELECTION 2010
- COMPLETE -SINGLE A-SIDE COLLECTION-